# Richfield (Utah)
Richfield város az USA Utah államában, Sevier megyében, melynek megyeszékhelye is. Lakosainak száma 8201 fő (2020. április 1.).

## Népesség
A település népességének változása:
| Lakosok száma | 4    | 7551 | 8201 |
|               | 1870 | 2010 | 2020 |